# 周群 (节目主持人)
周群（1973年5月22日—），安徽合肥人，节目主持人。

## 简历
1992年，周群开始担任电台主持。1995年，周群开始为安徽电视台主持《今晚我们相会》，并担纲多台大型晚会的主持。1999年，周群开始参与主持安徽电视台的综艺节目《超级大赢家》。2003年，周群跨界主持安徽经视的新闻节目《第一时间》。

## 主持节目
- 合肥人民广播电台《吉祥鸟》
- 安徽电视台《今晚我们相会》
- 安徽电视台《超级大赢家》
- 《星际大联盟》
- 安徽电视台《第一时间》
- 2005年—2008年安徽电视台《剧风行动》[2]
- 中央电视台《中华情--情艺在线》[3]
- 《非常接触》
- 山西卫视《蚂蚁斗大象》[4]
- 天津卫视《幸福来敲门》[5]
- 2008年中央电视台CCTV-2奥运总演播室主持人[6]